# 카나리아

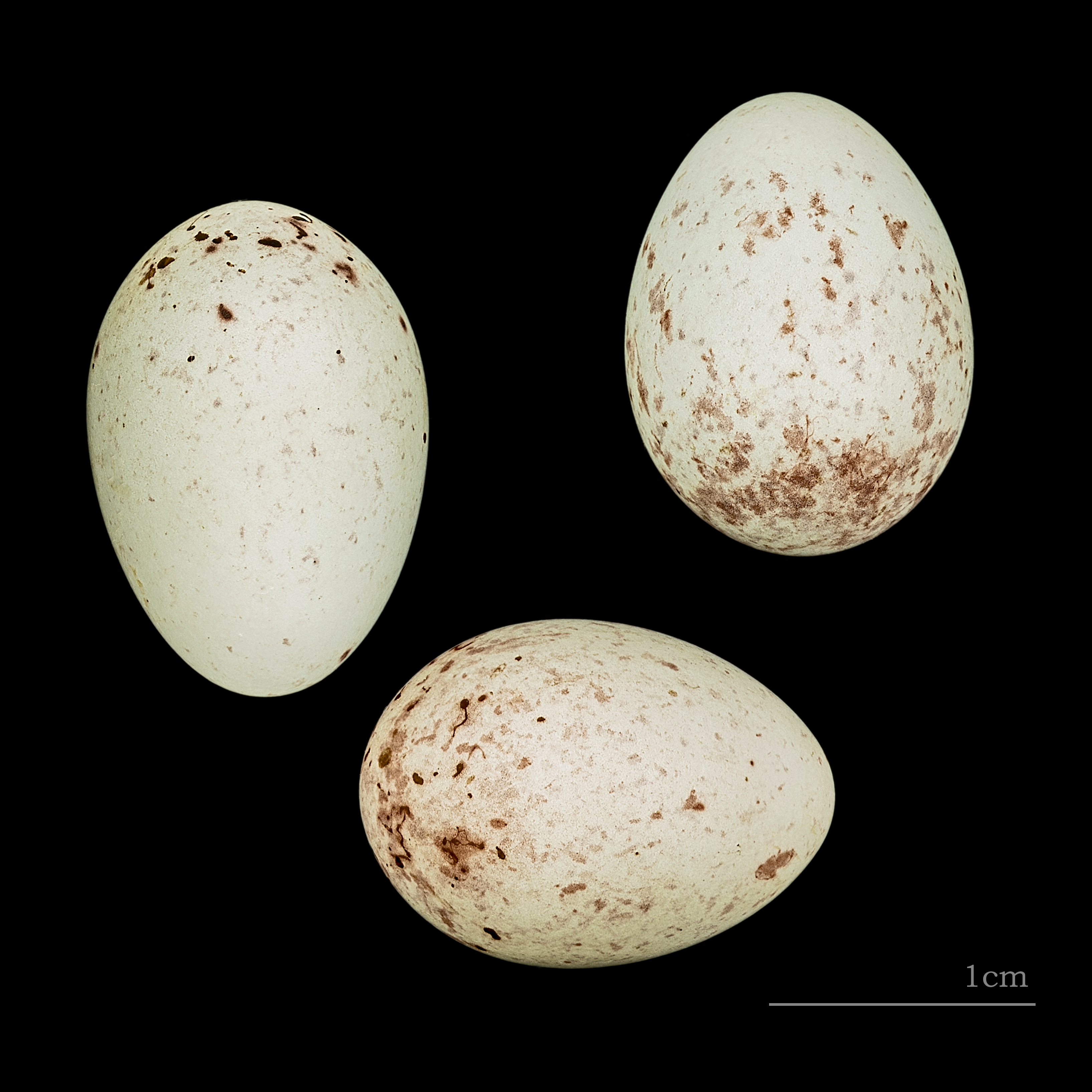
카나리아의 알

카나리아(Atlantic canary)는 되새과에 속하는 애완용 새이다. 마데이라 제도, 아소르스 제도, 카나리아 제도가 원산지이다. 몸 길이 2.5~13.5 cm이며, 날개를 펼치면 20~23 cm, 무게 15~20 g이다. 귀여운 모습과 아름다운 털, 생동감 있는 울음소리로 수백년 동안 전 세계에서 애완용 새로 길러진다. 다루기가 힘들고 길들이기도 쉽지 않기 때문에 대형 조류장에서 여러 마리를 함께 기르는 것이 좋다. 수컷과 암컷이 함께 있으면 울지 않기 때문에, 울음소리를 즐기고 싶을 때는 수컷과 암컷을 떼어 놓는다. 참고로, 야생 카나리아는 사육된 애완용 카나리아보다 무늬가 진한 것이 특징이며, 애완용은 주로 몸 빛깔이 밝은 노란색을 띠지만 일부는 옅은 노란색을 띠기도 한다. 그러나 붉은색 색소가 들어 있는 먹이를 먹일 경우 몸 빛깔이 밝은 오렌지색으로 바뀔 수도 있다.

## 카나리아 키우기

### 카나리아 기르기 준비
카나리아의 울음소리를 즐기려는 사람은 수컷 한 마리를 너무 크지 않은 새장에 넣어서 기르고, 보는 것을 즐기려는 사람은 수컷과 암컷을 큰 새장에 넣어서 기른다. 카나리아는 깨끗한 것을 좋아해서 아침마다 목욕을 해야 한다. 따라서 매일 아침 물통의 물을 새 것으로 갈아 넣어 주고 목욕이 끝나면 물통은 얼른 밖으로 내놓는다. 부드러운 똥으로 둥지 안이 더러워지기 쉽고, 똥이 카나리아 발가락에 묻으면 딱딱해져 다치게 되므로 자주 더러워진 홰를 씻어 주어야 한다.

### 카나리아 모이 주기
카나리아는 큰 소리로 잘 울기 때문에 칼로리가 높은 모이를 주어야 한다. 보통 비계 4, 좁쌀 2, 유채씨 3, 들깨 1의 비율로 섞어서 준다. 카나리아 전용 모이도 가게에서 구할 수 있다. 굴껍질은 1주일에 한 번, 푸성귀는 두세 번 준다. 새끼가 깨고 난 뒤에는 굴껍질(칼슘)과 푸성귀를 매일 준다.

### 카나리아 길들이기
새가 부르는 노래는 그 어미에게서 유전된다. 울음소리가 예쁜 새를 기르기 위해서는 정확한 가락으로 노래를 하는 어미 밑에 붙여 우는 훈련을 시킬 필요가 있다. 이때 어미새를 선생님새라고 한다. 10월 무렵부터 훈련을 시작하는데 선생님새 한 마리에 제자새 서너 마리를 붙여 조금 어둡고 조용한 방이나 나무 상자에 넣어서 훈련을 시킨다. 일단 훈련을 시작하면 도중에 선생님새를 바꾸면 안 된다. 새끼새에게는 되도록 칼로리가 낮은 모이를 준다.